# Майлат
Майлат (рум. Mailat) — село у повіті Арад в Румунії. Входить до складу комуни Вінга.
Село розташоване на відстані 429 км на північний захід від Бухареста, 21 км на південний захід від Арада, 33 км на північ від Тімішоари.

## Населення
За даними перепису населення 2002 року у селі проживали 1084 особи.
Національний склад населення села:
| Національність | Кількість осіб | Відсоток |
| -------------- | -------------- | -------- |
| угорці         | 1016           | 93,7%    |
| румуни         | 65             | 6,0%     |

Рідною мовою назвали:
| Мова      | Кількість осіб | Відсоток |
| --------- | -------------- | -------- |
| угорська  | 1019           | 94,0%    |
| румунська | 62             | 5,7%     |